# Rogoźnica (Białoruś)
Rogoźnica (biał. Рагозніца, ros. Рогозница) – wieś na Białorusi, w obwodzie brzeskim, w rejonie baranowickim, w sielsowiecie Małachowce.

## Geografia
Położona jest w dorzeczu Mutwicy, 7,5 km od centrum administracyjnego sielsowietu Małachowce (Mirny), 17,5 km od najbliższego miasta (Baranowicze), 186 km od centrum administracyjnego obwodu (Brześć), 147 km od Mińska.
W roku 2019 w miejscowości znajdowały się 3 gospodarstwa.

## Demografia
W roku 2019 miejscowość liczyła sobie 3 mieszkańców, w tym 1 w wieku produkcyjnym.